# 紫竹遗址
紫竹遗址，为成都平原史前城址之一，位于中华人民共和国四川省成都市崇州市燎原乡紫竹村，年代距今约4300年，属于新石器时代成都平原的宝墩文化城址群之一。2001年，国务院正式公布为第五批全国重点文物保护单位。
遗址所在位置海拔高度532~535米，面积约20万平方米。平面形状呈长方形，城墙分为内外两圈，为成都平原目前发现的三座具有内外城墙结构的古城之一（另外两座是芒城遗址和双河遗址）。内城长、宽约400米，城垣宽15米、高1~1.5米；北城墙和东城墙保存较好。